# Milan Borjan
Milan Borjan (Kirin Serbia: Милан Борјан; sinh ngày 23 tháng 10 năm 1987) là một cầu thủ bóng đá chuyên nghiệp thi đấu ở vị trí thủ môn cho câu lạc bộ Red Star Belgrade tại Serbian SuperLiga và đội tuyển quốc gia Canada.